# Dudhouli
Dudhouli (nep. दुधौली) – gaun wikas samiti w środkowej części Nepalu  w strefie Dźanakpur w dystrykcie Sindhuli. Według nepalskiego spisu powszechnego z 2001 roku liczył on 1344 gospodarstw domowych i 7735 mieszkańców (3877 kobiet i 3858 mężczyzn).